# Maureen Giles
Maureen Patricia Giles (27 gennaio 1938) è una nuotatrice australiana.
Specializzata nella farfalla, ha partecipato ai Giochi di Melbourne 1956, gareggiando nei 100m farfalla.
Era la moglie del nuotatore olimpionico John Monckton.